# Odontesthes platensis
Odontesthes platensis es una de las especies marinas del género de peces Odontesthes, de la familia Atherinopsidae en el orden Atheriniformes. Habita en aguas del Cono Sur de América del Sur, y es denominada comúnmente pejerrey panzón. Posee una carne sabrosa, por lo que es buscado por los pescadores deportivos. 

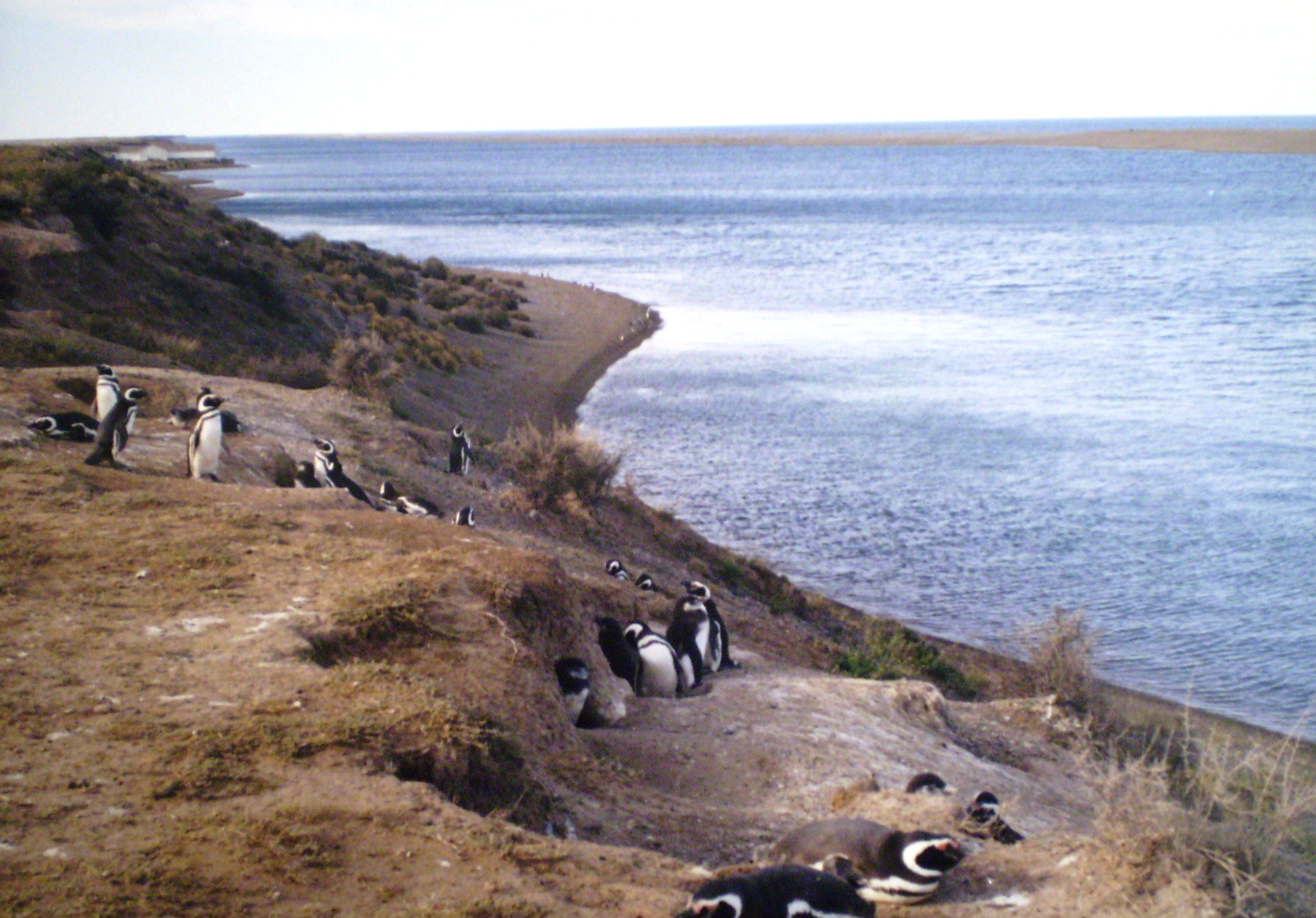
Pingüinera en las costas de la península Valdés; sus aguas son el hábitat de esta especie.

## Distribución y hábitat
Odontesthes platensis habita en aguas marinas costeras, templadas a templado-frías, del sector del océano Atlántico que baña las costas sudorientales de Sudamérica, desde la boca del Río de la Plata en el Uruguay y el este de la Argentina hasta el golfo Nuevo del mar Argentino, Chubut, en el noreste de la Patagonia argentina.

## Taxonomía
Esta especie fue descrita originalmente en el año 1895 por el zoólogo alemán del Báltico, radicado en la Argentina, Carlos Berg.